# Filip Mladenović
Filip Mladenović (szerbül: Филип Mлaдeнoвић; Čačak, 1991. augusztus 11. –) szerb válogatott labdarúgó, a görög Panathianikósz hátvédje.

## Sikerei, díjai
Legia Warszawa
- Lengyel Kupa
  - Győztes (1): 2022–23